# Флаг Коста-Рики
Государственный флаг Ко́ста-Ри́ки — принят 27 ноября 1906 года.
Белый и синий цвета флага символизируют независимость страны, а красный — цивилизацию. На красной полосе размещён герб Коста-Рики, на котором изображены три вулкана между двух океанов, напоминающие старый федеральный герб, олицетворяют географическое положение и рельеф Коста-Рики.

## Исторические флаги

—
—
—
—
—
—
—
—

- сентябрь 1821 — 6 июня 1823
- 6 июня 1823 — 4 марта 1824
- 4 марта 1824 — 2 ноября 1824
- 2 ноября 1824 — 22 ноября 1824
- 22 ноября 1824 — 21 апреля 1840
- 21 апреля 1840 — сентябрь 1842
- сентябрь 1842 — 29 сентября 1848
- 29 сентября 1848 — 27 ноября 1906

## Похожие флаги

Флаг Таиланда
Флаг КНДР